# Hugo Sconochini
Hugo Sconochini (Cañada de Gómez, 10 de abril de 1971) é um ex-basquetebolista profissional argentino atualmente aposentado.